# Bridge School Festival

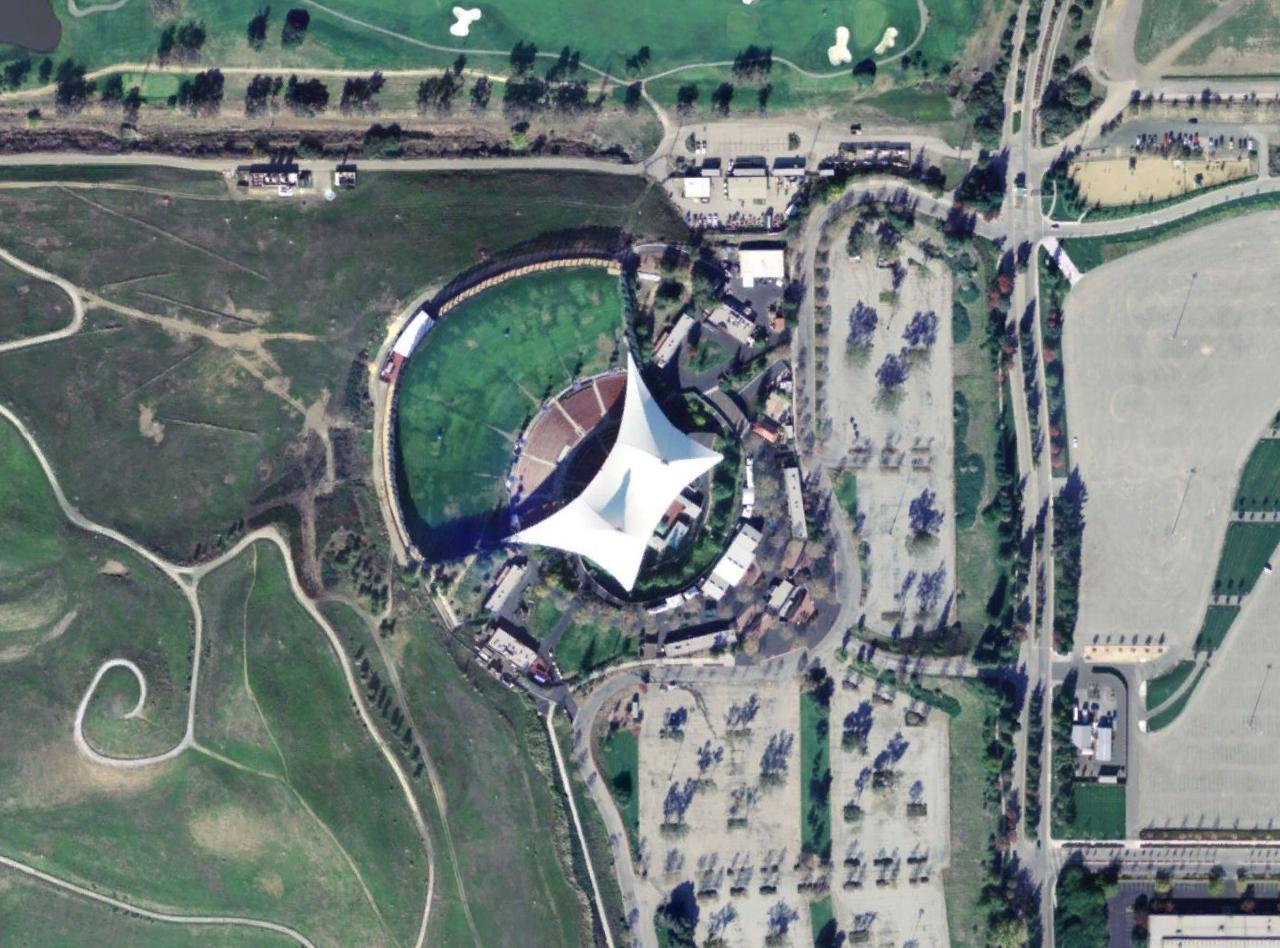
Shoreline Amphitheatre

Bridge School Benefit es un concierto benéfico destinado a recaudar fondos,  anual organizado en octubre en el Shoreline Amphitheatre de Mountain View, California. El concierto dura dos días y es organizado por el músico canadiense Neil Young y por su exmujer, Pegi Young. 
Los beneficios son destinados a Bridge School, una organización que asiste a niños con discapacidades físicas severas y con necesidades especiales de comunicación. Uno de los ejes principales de su programa es el uso de métodos de comunicación aumentativos y alternativos, así como el desarrollo de tecnología de asistencia.
El primer concierto fue celebrado en octubre de 1986, y con la excepción de 1987, se ha celebrado cada año a partir de entonces. Es conocido por tener una lista de invitados de alto perfil debido a la extensa conexión de Young con la industria musical. Como fundador, Young participa todos los años en el Bridge School Benefit, y a menudo colabora en el escenario con artistas invitados. 
En noviembre de 1997, Reprise Records publicó a través de Amazon The Bridge School Concerts, Vol. 1, un recopilatorio con quince canciones interpretadas durante distintos festivales. En 2006, iTunes publicó The Bridge School Collection, Vol. 1, un set de seis volúmenes con ochenta grabaciones de los conciertos. 
En octubre de 2011, Reprise publicó The Bridge School Concerts 25th Anniversary Edition, un álbum recopilatorio con veinticinco canciones.

## Lista de conciertos
- Bridge I: 13 de octubre de 1986, en Mountain View, California, en el anfiteatro Shoreline
  - Actuaciones: Crosby, Stills, Nash & Young, Nils Lofgren, Don Henley, Tom Petty, Robin Williams y Bruce Springsteen.

- Bridge II: 4 de diciembre de 1988, en Oakland, California, en el Oakland Coliseum
  - Actuaciones: Crosby, Stills, Nash & Young, Nils Lofgren, Billy Idol, Bob Dylan, G. E. Smith, Jerry Garcia & Bob Weir, Tom Petty and The Heartbreakers y Tracy Chapman.

- Bridge III: 28 de octubre de 1989
  - Actuaciones: Crosby, Stills, Nash & Young, Tracy Chapman, Tom Petty y Sammy Hagar.

- Bridge IV: 26 de octubre de 1990
  - Actuaciones: Cheech Marin, Gene LaFond and Larry Kegan, Jackson Browne, Edie Brickell, Elvis Costello, Steve Miller y Crazy Horse.

- Bridge V: 2 de noviembre de 1991
  - Actuaciones: Gene LaFond and Larry Kegan, Don Henley, Nils Lofgren, Tracy Chapman, John Lee Hooker, Sonic Youth y Willie Nelson.

- Bridge VI: 1 de noviembre de 1992
  - Actuaciones: Sammy Hagar, Elton John, Pearl Jam, James Taylor y Shawn Colvin.

- Bridge VII: 6 de noviembre de 1993
  - Actuaciones: Melissa Etheridge, Warren Zevon, Ann & Nancy Wilson, Sammy Hagar & Eddie Van Halen, Bonnie Raitt y Simon & Garfunkel.

- Bridge VIII: 1 de octubre y 2 de octubre de 1994
  - Actuaciones: Crazy Horse, Tom Petty and The Heartbreakers, Pearl Jam, Pete Droge, Mazzy Star, Ministry y Indigo Girls.

- Bridge IX: 28 de octubre de 1995
  - Actuaciones: Bruce Springsteen, Beck, Emmylou Harris, Daniel Lanois, The Pretenders y Hootie & The Blowfish. Blind Melon iban a actuar, pero se canceló la actuación por la muerte de Shannon Hoon una semana antes.

- Bridge X: 19 de octubre y 20 de octubre de 1996
  - Actuaciones: Crazy Horse, Pearl Jam, Bonnie Raitt, Billy Idol (solo el segundo día), Pete Townshend (solo el primer día, David Bowie, Patti Smith, Cowboy Junkies y Hayden.

- Bridge XI: 18 de octubre y 19 de octubre de 1997
  - Actuaciones: Metallica, Lou Reed, The Smashing Pumpkins, Alanis Morissette, Dave Matthews Band, Blues Traveler y Kacy Crowley.

- Bridge XII: 17 de octubre y 18 de octubre de 1998
  - Actuaciones: R.E.M., Phish, The Wallflowers, Sarah McLachlan, Barenaked Ladies, Jonathan Richman, Eels y Pete Droge & Mike McCready (solo el segundo día).

- Bridge XIII: 30 de octubre y 31 de octubre de 1999
  - Actuaciones: Pearl Jam, Emmylou Harris (solo el segundo día), The Who, Sheryl Crow, Green Day, Billy Corgan & James Iha, Tom Waits (solo el primer día), Lucinda Williams y Brian Wilson.

- Bridge XIV: 28 de octubre y 29 de octubre de 2000
  - Actuaciones: Crosby, Stills, Nash & Young, Tom Petty and The Heartbreakers, Beck, Dave Matthews Band, Robin Williams, Red Hot Chili Peppers, Foo Fighters y Tegan and Sara.

- Bridge XV: 20 de octubre y 21 de octubre de 2001
  - Actuaciones: Crazy Horse, R.E.M., Pearl Jam, Tracy Chapman, Billy Idol, Dave Matthews, Ben Harper y Jill Sobule.

- Bridge XVI: 26 de octubre y 27 de octubre de 2002
  - Actuaciones: James Taylor, Foo Fighters (solo el primer día), The Other Ones (solo el segundo día), Ryan Adams, Tenacious D, Thom Yorke, LeAnn Rimes, Jack Johnson y Vanessa Carlton.

- Bridge XVII: 25 de octubre y 26 de octubre de 2003
  - Actuaciones: Crosby, Stills, Nash & Young, Willie Nelson, Pearl Jam, Indigo Girls, Wilco, Counting Crows, Incubus y Dashboard Confessional.

- Bridge XVIII: 23 de octubre y 24 de octubre de 2004
  - Actuaciones: Red Hot Chili Peppers, Sonic Youth, Ben Harper & The Innocent Criminals, Eddie Vedder, Tegan and Sara, Paul McCartney, Tony Bennett y Los Lonely Boys.

- Bridge XIX: 29 de octubre y 30 de octubre de 2005
  - Actuaciones: Crosby, Stills, Nash & Young, Emmylou Harris, Dave Matthews & Tim Reynolds (solo el segundo día), John Mellencamp (solo el primer día), Los Lobos, Norah Jones, Jerry Lee Lewis, Bright Eyes y Good Charlotte.

- Bridge XX: 21 de octubre y 22 de octubre de 2006
  - Actuaciones: Dave Matthews Band, Pearl Jam, Brian Wilson, Foo Fighters, Trent Reznor, Death Cab for Cutie, Gillian Welch y Devendra Banhart featuring Bert Jansch.

- Bridge XXI: 27 de octubre y 28 de octubre de 2007
  - Actuaciones: Metallica, Tom Waits with Kronos Quartet, My Morning Jacket, Tegan and Sara, Jerry Lee Lewis, John Mayer, and Regina Spektor. Eddie Vedder with Flea y Jack Irons iban a actuar pero cancelaron debido a problemas personales.

- Bridge XXII: 25 de octubre y 26 de octubre de 2008
  - Actuaciones: Neil Young, The Smashing Pumpkins (solo el segundo día), Jack Johnson, Norah Jones, Wilco, Death Cab For Cutie, Sarah McLachlan (solo el primer día), Band of Horses (solo el primer día), Josh Groban (solo el segundo día) y Cat Power. ZZ Top estaban previstos pero anularon por "conflicto de agenda". Band of Horses reemplazó a ZZ Top.

- Bridge XXIII: 24 de octubre y 25 de octubre de 2009 
  - Actuaciones: No Doubt, Chris Martin, Sheryl Crow, Fleet Foxes, Wolfmother, Gavin Rossdale, Monsters of Folk, Jimmy Buffett (solo el primer día), and Adam Sandler (solo el segundo día).

- Bridge XXIV: 23 de octubre y 24 de octubre de 2010 
  - Actuaciones: Buffalo Springfield, Pearl Jam, Elvis Costello (solo el primer día), Merle Haggard (anulado debido a su salud) & Kris Kristofferson, Modest Mouse, Grizzly Bear, Lucinda Williams (solo el primer día), Billy Idol (solo el primer día), Jackson Browne & David Lindley (solo el primer día), T-Bone Burnett's Speaking Clock Revue: con Elton John, Leon Russell, Elvis Costello, Ralph Stanley, Neko Case & Jeff Bridges (solo el segundo día), y artistas invitados: Emmylou Harris (solo el primer día) and Ramblin' Jack Elliott (solo el final del segundo día).

- Bridge XXV: 22 de octubre y 23 de octubre de 2011 
  - Actuaciones: Neil Young, Arcade Fire, Dave Matthews and Tim Reynolds, Tony Bennett (Day 2 only), Foo Fighters (Day 2 only), Eddie Vedder, Mumford & Sons, Los Invisibles featuring Carlos Santana, Cindy Blackman Santana & Guests, Beck, Norah Jones and The Little Willies, and Devendra Banhart. Jimmy Fallon (MC for Saturday only (missed flight)), Diana Krall and Jenny Lewis were scheduled to perform but canceled.

- Bridge XXVI: 20 de octubre y 21 de octubre de 2012 
  - Actuaciones: Neil Young and Crazy Horse, Guns N' Roses, Jack White, The Flaming Lips, Sarah McLachlan, Foster the People, Lucinda Williams,Eddie Vedder, Steve Martin and the Steep Canyon Rangers, k.d. lang and the Siss Boom Bang, Gary Clark Jr., Ray LaMontagne

- Bridge XXVII: 26 y 27 de octubre de 2013
  - Actuaciones: Crosby, Stills, Nash & Young, Arcade Fire, Queens of the Stone Age, Jack Johnson, My Morning Jacket, Tom Waits, Elvis Costello, Diana Krall, Heart y Jenny Lewis.

- Bridge XXVIII
- Fecha: 25 y 26 de octubre de 2014
  - Actuaciones: Neil Young, Pearl Jam, Brian Wilson, Florence & The Machine, Tom Jones, Soundgarden, Norah Jones, Puss n Boots, Band of Horses, Pegi Young.